# Erich Spahn
Erich Spahn, né le 17 septembre 1948 à Dachsen dans le canton de Zurich, et mort le 19 décembre 2009 dans la même ville, est un coureur cycliste suisse, professionnel de 1968 à 1974.

## Palmarès sur route
- 1968
  - 1re et 7e étapes du Tour de Grèce
  -  Médaillé d'argent du championnat du monde du contre-la-montre par équipes
- 1969
  - Kaistenbert Rundfahrt
  - 2e du Grand Prix du canton d'Argovie
- 1970
  - Tour du canton de Genève
  - 3e du Grand Prix Diessenhofen
- 1971
  - Tour du canton de Genève
  - Tour de Suisse orientale
  - Tour du Nord-Ouest de la Suisse
- 1972
  - Tour du Nord-Ouest de la Suisse
  - Tour du canton de Genève
  - 3e du championnat de Suisse sur route
  - 4e du Tour de Suisse
- 1974
  - Grand Prix de Genève
  - 2e du Grand Prix de la Liberté
  - 10e du Tour de Suisse

## Résultats sur les grands tours

### Tour d'Italie
2 participations
- 1972 : abandon
- 1974 : 61e

## Palmarès sur piste
- 1970
  -  Champion de Suisse de l'omnium
  - Six Jours de Zurich (avec Fritz Pfenninger et Peter Post)
- 1974
  -  Champion de Suisse de l'omnium